# La Llave, Guerrero
La Llave är en ort i Mexiko.   Den ligger i kommunen Técpan de Galeana och delstaten Guerrero, i den södra delen av landet, 290 km sydväst om huvudstaden Mexico City. La Llave ligger 197 meter över havet och antalet invånare är 142.
Terrängen runt La Llave är varierad. Runt La Llave är det ganska glesbefolkat, med 22 invånare per kvadratkilometer. Närmaste större samhälle är San Luis de La Loma, 10,7 km sydväst om La Llave. Omgivningarna runt La Llave är en mosaik av jordbruksmark och naturlig växtlighet.